# Einar Andersson (fotograf)
Einar Torsten Andersson, född 19 februari 1926 i Karlshamn i Blekinge län, död 26 oktober 2017, var en svensk hästsportsfotograf. Han valdes in i Travsportens Hall of Fame i juni 2016.
Andersson vann fototävlingen "Årets bild" 1960 med en bild tagen vid Täby Galopp. Han erhöll även "Award of Special Excellence" från Harness Tracks of America 1977 samt "Årets hästjournalistpris" av Svenska Travsportens Centralförbund 1999. Han är upphovsman till "Einars hästkalender" som ges ut varje år. Han fotograferade varje års upplaga av Elitloppet från loppets första upplaga i maj 1952 fram till och med 2013.
Under slutet av 1960-talet och början av 1970-talet lärde han upp Stefan Melander som fotograf. De fotograferade tillsammans såväl på Solvalla som i samband med storlopp runt om i Europa och USA.
Einar Andersson är gravsatt i minneslunden på Solna kyrkogård.